# Đại Vĩ Hài
Đại Vĩ Hài (trị vì 894 – 906) là vị quốc vương thứ 14 của vương quốc Bột Hải. Lịch sử biết ít về giai đoạn trị vì của Đại Vĩ Hài, và một số danh sách quốc vương Bột Hải không bao gồm ông, mặc dù vậy tên ông đã xuất hiện trong sách Đường hội yếu (唐會要) - sách lịch sử về thời nhà Đường nhưng được viết vào thời nhà Tống. Thụy hiệu và niên hiệu của Đại Vĩ Hài hiện chưa rõ. Đến năm 1940, sự tồn tại của Đại Vĩ Hài mới được xác nhận khi Kim Dục Phất (金毓黻) cùng các sử gia Trung Quốc lần đầu tiên xác nhận tên ông.

## Thời Đại Kiền Hoảng
Đại Vĩ Hài sinh ra vào đầu thời kỳ cai trị của vua Đại Kiền Hoảng (ông cố của Đại Vĩ Hài), là con của Đại Huyền Tích, hậu duệ đời thứ chín của Đại Dã Bột - đệ của Bột Hải Cao Vương (Đại Tộ Vinh).
Năm 871 vua Đại Kiền Hoảng (ông cố của Đại Vĩ Hài) qua đời, hưởng thọ hơn 60 tuổi. Do thế tử (không rõ tên, con của vua Đại Kiền Hoảng, ông nội của Đại Vĩ Hài) đã mất trước đó nên kì tôn (cháu nội) của vua Đại Kiền Hoảng là Đại Huyền Tích (khi đó khoảng 26 tuổi, cha của Đại Vĩ Hài) lên kế vị, tức là vua Bột Hải Minh Tông. Sau khi Đại Kiền Hoảng qua đời, vương quốc Bột Hải bắt đầu mất đi quyền hành chính địa phương.

## Thời Bột Hải Minh Tông
Khi vừa lên ngôi vua Bột Hải trong năm 871, vua Bột Hải Minh Tông (cha của Đại Vĩ Hài) phái sứ giả sang nhà Đường (đời vua Đường Ý Tông) để triều cống. Sau đó, vua Bột Hải Minh Tông lại phái sứ giả sang nhà Đường (đời vua Đường Ý Tông) để triều cống thêm hai lần nữa vào các năm 872 và năm 873.
Vương quốc Bột Hải của vua Bột Hải Minh Tông tiếp tục bang giao với Nhật Bản (các đời Thiên hoàng Seiwa, Thiên hoàng Yōzei, Thiên hoàng Kōkō, Thiên hoàng Uda).
Trong thời kỳ Bột Hải Minh Tông cai trị, đấu tranh chính trị giữa các quý tộc gốc Cao Câu Ly và Mạt Hạt ngày càng gay gắt. Ngoài ra, quyền lực hành chính địa phương ngày càng suy yếu, khiến vương quốc Bột Hải bị mất dần lãnh thổ.
Năm 886 bộ lạc Hắc Thủy Mạt Hạt ở đông bắc vương quốc Bột Hải đã đánh chiếm rất nhiều thành trì của vương quốc Bột Hải tại ba phủ là Hoài Viễn phủ, An Viễn phủ và An Biên phủ. Vua Bột Hải Minh Tông (cha của Đại Vĩ Hài) gửi quân Bột Hải lên vùng đông bắc và đã ngăn được bước tiến quân của quân Hắc Thủy Mạt Hạt.
Nhà nước được xây dựng bởi các bộ lạc Mạt Hạt, và vị trí của họ là ở An Biên phủ (Bắc Triều Tiên ngày nay) của vương quốc Bột Hải. Họ trốn thoát trong phạm vi cai trị của vương quốc Bột Hải và cố gắng tham gia vào các mối quan hệ ngoại giao chống lại vương quốc Tân La (đời vua Tân La Định Khang Vương).
Cùng năm 886 nước Tân La (đời vua Tân La Định Khang Vương) ở phía nam vương quốc Bột Hải cũng xuất quân đi đánh chiếm nhiều thành trì của vương quốc Bột Hải tại Nam Hải phủ. Hai tiểu quốc Hắc Thủy quốc (黒水國) và Bảo Lộ quốc (寶露國) xuất hiện ở Nam Hải phủ - khu vực biên giới giữa vương quốc Bột Hải và Tân La. Điều này khiến cho lãnh thổ của Nam Hải phủ bị thu hẹp đáng kể. Nam Hải vương gửi thư xin vua Bột Hải Minh Tông gửi viện quân đến Nam Hải phủ chống địch. Vua Bột Hải Minh Tông sau đó gửi hàng chục vạn quân Bột Hải đến giữ Nam Hải phủ. Quân Hắc Thủy quốc, Bảo Lộ quốc và quân Tân La thấy vậy thì cho dừng việc xâm lược vương quốc Bột Hải lại.
Cũng trong năm 886, các quý tộc truyền thống của vương quốc Bột Hải là các họ Cao (Go, 高), Trương (Jang, 張), Dương (Yang, 楊), Đậu (Du, 竇), Ô (Wu, 烏), Lý (Lee, 李) đột nhiên biến mất và họ Bùi (Bae, 裵) thị tộc xuất hiện. Và họ Bùi đã độc chiếm các ghế chính thức lớn trong triều đình Bột Hải. Một số chuyên gia lịch sử cho rằng các Môn phiệt quý tộc (門閥貴族) này đến từ triều đại nhà Đường (đời vua Đường Hy Tông).
Năm 894, vua Bột Hải Minh Tông (cha của Đại Vĩ Hài) mất, hưởng thọ khoảng 49 tuổi. Thế tử Đại Vĩ Hài (khi đó đã hơn 30 tuổi, con trai trưởng của Bột Hải Minh Tông) lên kế vị ngôi vua Bột Hải. Khi đó các nhóm đa số trong chính trị gia Bột Hải đã đổi thành họ Bùi (Bae, 裵) từ gia tộc họ Dương (Yang, 楊). Điều đó có nghĩa là Bột Hải Minh Tông có thể bị ám sát thông qua một cuộc đảo chính quân sự.

## Trị vì
Mặc dù có rất ít ghi chép, nhưng các sử gia cho rằng Đại Vĩ Hài đã đạt được tiến bộ trong lĩnh vực ngoại giao. Khi vừa lên ngôi vua vào năm 894, vua Đại Vĩ Hài đã phái đại thần Bùi Đĩnh (裵頲, Baejeong) đi sứ sang Nhật Bản (đời Thiên hoàng Uda) để thông báo việc lên ngôi của ông.
Vua Đại Vĩ Hài có tính hợp pháp kế vị thấp và quyền lực quân chủ suy giảm. Phạm vi kiểm soát của các phủ địa phương giảm mạnh, và các bộ lạc Khiết Đan ở phía tây đang bắt đầu hợp nhất thành một quốc gia. Về phần chính trị, vua Đại Vĩ Hài hoàn toàn phụ thuộc vào gia tộc họ Bùi (Bae, 裵) về toàn bộ công việc của triều đình Bột Hải.
Trong số thư tịch ít ỏi còn lại, vua Đại Vĩ Hài đã cử vương tử Đại Phong Duệ (Dae Bong-ye, khi đó đã hơn 15 tuổi) cùng đoàn sứ giả người Bột Hải sang nhà Đường (đời vua Đường Chiêu Tông) tiến cống vào năm 895, ngẫu nhiên lại trùng hợp lúc sứ giả nước Tân La (đời vua Tân La Chân Thánh nữ vương) cũng đến Trường An nhà Đường, điều này phát sinh sự kiện tranh tịch giữa Bột Hải và Tân La. Học giả Tân La là Thôi Trí Viễn ghi rằng Đại Phong Duệ và đoàn sứ giả người Bột Hải ở Trường An nhà Đường đã tự xưng Bột Hải là "Mạt Hạt", "Túc Mạt Tiểu Phiên", đồng thời nhận nước Tân La là thượng quốc. Bởi lẽ khi đó giới quý tộc gốc Cao Câu Ly trong triều đình Bột Hải đã bị người Mạt Hạt lấn át quyền hành và dân số người Mạt Hạt trong lãnh thổ vương quốc Bột Hải này cũng đã chiếm tỷ lệ cao hơn người gốc Cao Câu Ly. Một số sứ thần Bột Hải cũng đã mang họ Mạt Hạt.
Tháng 10 năm 895, một sắc lệnh của vua Đường Chiêu Tông nhà Đường đã được trao cho vua Đại Vĩ Hài của vương quốc Bột Hải. Nội dung của sắc lệnh là công nhận Đại Vĩ Hài là vua của vương quốc Bột Hải.
Nước Tân La của vua Tân La Chân Thánh nữ vương khi đó đã chìm trong nội loạn, các cuộc khởi nghĩa diễn ra ở khắp nơi, trong đó mạnh nhất là thủ lĩnh Chân Huyên và tướng Cung Duệ dưới quyền thủ lĩnh Lương Cát (sang năm 897 Cung Duệ giết thủ lĩnh Lương Cát đoạt quyền lãnh đạo nghĩa quân).
Vương quốc Bột Hải của vua Đại Vĩ Hài tiếp tục bang giao với Nhật Bản (các đời Thiên hoàng Uda, Thiên hoàng Daigo).
Năm 899 thủ lĩnh Cung Duệ ở phía bắc Tân La (đời vua Tân La Hiếu Cung Vương) đánh chiếm vài thành trì của vương quốc Bột Hải (đời vua Đại Vĩ Hài) tại Nam Hải phủ ở phía đông thành Bình Nhưỡng.
Năm 900 Chân Huyên lập nước Hậu Bách Tế ở tây nam lãnh thổ Tân La (đời vua Tân La Hiếu Cung Vương).
Năm 901 Cung Duệ lập nước Hậu Cao Câu Ly ở phía bắc lãnh thổ Tân La (đời vua Tân La Hiếu Cung Vương), sử gọi là thời Hậu Tam Quốc. Đây là cơ hội ngàn vàng để vương quốc Bột Hải có thể xâm chiếm Hậu Cao Câu Ly, Hậu Bách Tế và Tân La, thống nhất hết báo đảo Triều Tiên và Mãn Châu, Liêu Đông thành một mối. Tuy nhiên vua Đại Vĩ Hài của vương quốc Bột Hải đã bỏ qua cơ hội ngàn vàng này, chỉ ngồi yên xem ba nước Hậu Cao Câu Ly, Hậu Bách Tế và Tân La đánh nhau.
Năm 904 vua Cung Duệ nước Hậu Cao Câu Ly đổi quốc hiệu từ Hậu Cao Câu Ly thành Ma Chấn (Majin) và dời đô về Cheorwon (Thiết Nguyên) vào năm 905. Cùng năm 905 vua Cung Duệ nước Ma Chấn (Majin) đánh chiếm thành Bình Nhưỡng thuộc Liêu Đông phủ của vương quốc Bột Hải (đời vua Đại Vĩ Hài) và kêu gọi tiêu diệt nhà nước Tân La (đời vua Tân La Hiếu Cung Vương).
Cũng trong năm 905 vua Đại Vĩ Hài phái đại thần Ô Chiêu Đạc (烏炤度) đi sứ sang nhà Đường (đời vua Đường Ai Đế) để bang giao. Vương quốc Bột Hải dưới thời vua Đại Vĩ Hài đã đạt được tiến bộ trong lĩnh vực ngoại giao.
Năm 906 vua Đại Vĩ Hài mất, hưởng thọ khoảng 44-45 tuổi. Dù Đại Vĩ Hài có 1 vương tử là Đại Phong Duệ (Dae Bong-ye, khi đó đã hơn 25 tuổi) nhưng em trai ông là Đại Nhân Soạn (khi đó đã hơn 30 tuổi) được lên kế vị ngôi vua Bột Hải.